# Sanxenxo (kommunhuvudort)
Sanxenxo är en kommunhuvudort i Spanien.   Den ligger i provinsen Provincia de Pontevedra och regionen Galicien, i den nordvästra delen av landet, 500 km nordväst om huvudstaden Madrid. Sanxenxo ligger 11 meter över havet och antalet invånare är 17 315.
Terrängen runt Sanxenxo är kuperad österut, men västerut är den platt. Havet är nära Sanxenxo söderut. Runt Sanxenxo är det tätbefolkat, med 636 invånare per kvadratkilometer. Närmaste större samhälle är Vigo, 19,8 km söder om Sanxenxo. 